# Филах
Филах или Бељак (словен. Beljak) је град у Аустрији, смештен у јужном делу државе. Филах је друго по величини и значају градско насеље у покрајини Корушкој, где чини самосталан градски округ.

## Порекло назива
Назив Филах настао је од словеначког назива за град Бељак (бељак од бео, бели, бељен).

## Природне одлике
Филах се налази у јужном делу Аустрије, веома близу границе са Словенијом (11 км) и Италијом (15 км). Престоница државе, Беч, удаљена је око 420 км североисточно од града, а покрајинска, Клагенфурт, око 35 км источно.
Рељеф: Филах се сместио у пространој котлини средишње Корушке, подно Алпа. На месту града сустиче се више путева са севера ка Јадрану на југу.
Клима: Клима у граду је умерено континентална са знатним утицајем планинске климе због окружења Алпа и знатне надморске висине.
Воде: Филах лежи на реци Драви и њеној притоци Гајл, док се у непосредној близини града налази мноштво језера.

## Историја
Већ у неолиту настају прва насеља на месту данашњег Филаха. У римско доба постоји важно саобраћајно чвориште у оквиру римске провинције Норик. Са пропадањем римског царства не губи се значај саобраћајног чворишта, па се у раном средњем веку ово подручје назива Römerweg.
Око 878. године на овом месту постоји мост и насеље око њега. 1060. године насеље добија право трговишта, а 1240. године први пут се спомиње данашње име града. У 16. веку град град добија првог градоначелника. Град је током овог раздобља био просперитетан, али су земљотреси из 1348. и 1690. године кочили несметан развој.
Наполеон заузима 1805. године. Филах и 1809-13. град је у оквиру француских Илирских провинција.
Са градњом јужне железнице (Südbahn) 1858. године. Филах полако се развијао у индустријски град. У Другом светском рату скоро 85 посто града било је уништено, али је касније обновљен. После рата Филах је прешао границу од 50.000 становника.

## Становништво
| 1981.  | 1991.  | 2001.  | 2011.  |
| ------ | ------ | ------ | ------ |
| 52.692 | 54.640 | 57.497 | 59.324 |

По процени из 2016. у граду је живело 61.662 становника. Пре једног века град је имао око 20.000 становника. У првој половини 20. века град је брзо растао тако да је до 1970-их година досегао данашњу цифру. Последњих деценија град демографски стагнира, али су се током овог времена развила предграђа.

## Градске знаменитости
Филах је данас најпознатији по бројним фестивалима. Град има и развијене образовне установе.

## Знамените личности
- Алекс Антонишч, (Alex Antonitsch) тенисер
- Петар Брабек-Летмате, (Peter Brabeck-Letmathe) председник Нестле групе
- Курт Димбергер, (Kurt Diemberger) писац и планинар
- Антон Гон, (Anton Ghon) патолог
- Бруно Ђиронколи, (Bruno Gironcoli) уметник
- Ева Главишниг-Пишчек, (Eva Glawischnig-Piesczek) политичар Зелених
- Михаел Грабнер, (Michael Grabner) хокејаш
- Хајдимари Хатејер, (Heidemarie Hatheyer) глумица
- Херберт Хохенбергер, (Herbert Hohenberger) хокејаш
- Флоријан Хафски, (Florian Hufsky) политичар и модеран уметник
- Мартин Кох, (Martin Koch) ски скакач
- Роланд Колман, (Roland Kollmann) фудбалер
- Јоаким Кошутник, (Joahim Košutnik )математичар
- Петар Лошер, (Peter Löscher) председник Сименс групе
- Ернест Мелкиор, (Ernst Melchior) фудбалер
- Валентин Оман, (Valentin Oman) уметник
- Хуберт Петчниг, (Hubert Petschnigg) архитекта
- Јозеф Терликер, (Joseph Terlicher) пројектант железничких траса
- Павле Вацлавик, (Paul Watzlawick )филозоф и психолог

## Галерија
- Главна улица
- Римокатоличка катедрала
- Евангелистичка црква
- Главни трг у Филаху

## Партнерски градови
- Бамберг
- Сирен
- Удине
- Капошвар